# Limax wohlberedti
Limax wohlberedti is een slakkensoort uit de familie van de Limacidae. De wetenschappelijke naam van de soort werd in 1900 voor het eerst geldig gepubliceerd door Heinrich Simroth.

## Kenmerken
Limax Wohlberedti is uitgerekt tot 18 centimeter lang. Het lichaam is gitzwart met uitzondering van de in lengterichting driedelige zool. De zijpanelen zijn donkergrijs, het middenpaneel gebroken wit. De ruggroeven en rimpels zijn relatief grof. De golvende kiel is puntig en strekt zich uit van de staart tot ongeveer twee derde van de lengte van de rug. Het wordt naar de voorkant toe lager, maar blijft taps toelopen. De slak ziet er levend uit alsof hij altijd nat of geverfd is.
De hermafrodiete klier is relatief groot, het hermafrodiete kanaal dun en ongeveer 80 mm lang. In de tweede helft is het zwaar spiraalvormig en verwrongen. De relatief korte penis is slechts ongeveer een zesde tot een kwart van de lichaamslengte en is recht gestrekt. Het is proximaal iets dikker en loopt geleidelijk taps toe naar het distale uiteinde. De zaadleider opent lateraal aan de top van de penis, direct naast de penisretractorspier. Binnenin is een sterke longitudinale kam ontwikkeld, die proximaal in vele plooien is gelegd.

### Soortgelijke soorten
Limax wohlberedti verschilt van de soortgenoten Limax cephalonicus, Limax connemenosi en Limax graecus door de kortere penis.

## Verspreiding en leefgebied
De soort komt aanvankelijk alleen voor in Montenegro, nabij "Vir Bazaar" (= Virpazar) aan het meer van Shkodër en nabij "Rieka" (= Rijeka Crnojevića = Crnojević-rivier) en in Albanië. Wiktor (1996) interpreteerde de plaats "Rieka" verkeerd voor het Kroatische Rijeka. Het vermeende voorval in Kroatië moet daarom worden geschrapt volgens V. Štemol. Een exemplaar verzameld door A. Wiktor (Coll. A. Wiktor 2004) komt echter uit Dalmatië, Kroatië. Volgens Božana Karaman en Andrzej Wiktor komt deze soort ook voor in Bosnië-Herzegovina.
Het bewoont droge kalksteenblokken. Deze zijn of open en bijna zonder schaduw of voorzien van struiken. Na regen zijn de slakken ook overdag te vinden en in het donker zeer talrijk. Anders zijn ze, afhankelijk van waar ze zijn gevonden, slechts sporadisch of zeer zelden 's avonds te vinden.